# Paolo Agabitini
Paolo Agabitini (Perugia, 28 marzo 1959) è un ex calciatore italiano, di ruolo difensore.
La sua carriera si è svolta essenzialmente in Serie C, se si esclude una parentesi in Serie A.

## Carriera
Dopo gli esordi nella Ternana con cui disputa 2 incontri in Serie B, intraprende la carriera fra Serie C1 e Serie C2 (è fra l'altro uno dei protagonisti del miracolo Casarano, che giunge dai dilettanti ad un passo dalla Serie B nell'annata 1983-1984).
Nell'estate del 1986 l'Ascoli neopromosso in Serie A lo preleva dalla Maceratese in Serie C2. Nella 1986-1987 scenderà in campo solo in un'occasione, mentre l'anno successivo riesce gradualmente a imporsi disputando 20 incontri e fornendo il proprio apporto alla salvezza dei marchigiani allenati da Ilario Castagner.
Nell'estate del 1988 torna in Serie C2 nelle file del Lanciano, per poi passare, sempre in Serie C2, al Ravenna nell'ottobre 1989 e poi al Savoia prima di cessare l'attività.

## Palmarès

### Club

#### Competizioni internazionali
- Coppa Mitropa: 1

Ascoli: 1986-1987